# Sinhalita
La sinhalita és un mineral de la classe dels borats. Rep el seu nom del sànscrit Sinhala, que vol dir Sri Lanka, la seva localitat tipus.

## Característiques
La sinhalita és un borat de fórmula química MgAl(BO₄). Cristal·litza en el sistema ortoròmbic. La seva duresa a l'escala de Mohs es troba entre 6,5 i 7.
Segons la classificació de Nickel-Strunz, la sinhalita pertany a «06.AC - Monoborats, B(O,OH)₄, amb i sense anions addicionals; 1(T), 1(T)+OH, etc.» juntament amb els següents minerals: pseudosinhalita, behierita, schiavinatoïta, frolovita, hexahidroborita, henmilita, bandylita, teepleïta, moydita-(Y), carboborita, sulfoborita, lüneburgita, seamanita i cahnita.

## Formació i jaciments
Es troba, en general, en masses irregulars a les roques metamòrfiques d'alt grau; poques vegades es formen cristalls euèdricaes en marbres mineralitzats. Va ser descoberta l'any 1952 a Sri Lanka. Sol trobar-se associada a altres minerals com: espinel·la, serendibita, ludwigita i warwickita.